# Classe Basilicata
La classe Basilicata fu un modello di incrociatore leggero per servizi coloniali della Regia Marina che partecipò alla prima guerra mondiale.

## Storia
La classe era composta da due unità, Basilicata e Campania. Basata su un progetto del generale del genio navale Rota, derivava dal precedente ariete torpediniere Calabria. La loro classificazione iniziale fu di nave da battaglia di 5ª classe, per diventare in seguito nave 	sussidiaria di 2ª classe, e al termine della carriera incrociatore coloniale. Due dei cannoni da 152 mm erano disposti in postazioni girevoli scudate a prua e a poppa, mentre gli altri 4 erano disposti in barbetta lungo le fiancate.

### Basilicata
Costruito nel Regio Cantiere navale di Castellammare di Stabia nel 1914, il suo varo avvenne il 23 luglio 1914; venne poi completato nel 1917. Partecipò alla prima guerra mondiale. Affondò il 13 agosto 1919 a Tefwik nei pressi di Porto Said in seguito all'esplosione di una delle sue caldaie e, sebbene sia stato rimesso a galla l'anno successivo, ne venne giudicata troppo onerosa la riparazione e venne quindi venduto ai demolitori. Venne radiato nel 1921.

### Campania
Costruito nel Regio Cantiere navale di Castellammare di Stabia nel 1914, venne completato nel 1917. Presente alla prima guerra mondiale, era comunque destinato ai      servizi coloniali.  Venne utilizzato come nave scuola per i cadetti della Regia Marina, poi nel 1921 venne declassificato a cannoniera e dal 1932 al 1937 fu destinato esclusivamente all'addestramento fino alla sua radiazione avvenunta nel 1937.